# دوري اسطنبول لكرة القدم 1915–16
دوري اسطنبول لكرة القدم 1915–16 هو موسم من دوري اسطنبول لكرة القدم ‏. فاز فيه غلطة سراي.